# Sturnira bakeri
Sturnira bakeri és una espècie de ratpenat de la família dels fil·lostòmids. És endèmic de l'Equador. És un ratpenat de petites dimensions, amb una llargada total de 63-65 mm, els avantbraços de 43-45 mm, els peus de 12-14 mm, les orelles de 14-17 mm i un pes de fins a 21 g. S'alimenta de fruita. Com que fou descoberta fa poc, encara no se n'ha avaluat l'estat de conservació.